# György Wossala
György Wossala (Budapest, 7 de noviembre de 1941) es un deportista húngaro que compitió en vela en la clase Soling.
Ganó dos medallas de plata en el Campeonato Mundial de Soling, en los años 2004 y 2011, y siete medallas en el Campeonato Europeo de Soling entre los años 1996 y 2018.

## Palmarés internacional
| \| Campeonato Mundial \| Campeonato Mundial \| Campeonato Mundial \| Campeonato Mundial \| \| Año \| Lugar \| Medalla \| Clase \| \| ------------------ \| ---------------------------- \| ------------------ \| ------------------ \| \| 2004 \| Porto Alegre (Brasil) \| Medalla de plata \| Soling \| \| 2011 \| Prien am Chiemsee (Alemania) \| Medalla de plata \| Soling \| \| Campeonato Europeo \| \| \| \| \| Año \| Lugar \| Medalla \| Clase \| \| 1996 \| Balatón (Hungría) \| Medalla de bronce \| Soling \| \| 2002 \| Castiglione (Italia) \| Medalla de bronce \| Soling \| \| 2005 \| Medemblik (Países Bajos) \| Medalla de plata \| Soling \| \| 2008 \| Balatonfüred (Hungría) \| Medalla de oro \| Soling \| \| 2009 \| Iseo (Italia) \| Medalla de bronce \| Soling \| \| 2010 \| La Trinité-sur-Mer (Francia) \| Medalla de oro \| Soling \| \| 2018 \| Alsóörs (Hungría) \| Medalla de plata \| Soling \| |                              |                   |        |
| Campeonato Mundial |                              |                   |        |
| Año | Lugar                        | Medalla           | Clase  |
| 2004 | Porto Alegre (Brasil)        | Medalla de plata  | Soling |
| 2011 | Prien am Chiemsee (Alemania) | Medalla de plata  | Soling |
| Campeonato Europeo |                              |                   |        |
| Año | Lugar                        | Medalla           | Clase  |
| 1996 | Balatón (Hungría)            | Medalla de bronce | Soling |
| 2002 | Castiglione (Italia)         | Medalla de bronce | Soling |
| 2005 | Medemblik (Países Bajos)     | Medalla de plata  | Soling |
| 2008 | Balatonfüred (Hungría)       | Medalla de oro    | Soling |
| 2009 | Iseo (Italia)                | Medalla de bronce | Soling |
| 2010 | La Trinité-sur-Mer (Francia) | Medalla de oro    | Soling |
| 2018 | Alsóörs (Hungría)            | Medalla de plata  | Soling |